# Dendrobium yongii
Dendrobium yongii är en orkidéart som beskrevs av Jeffrey James Wood. Dendrobium yongii ingår i släktet Dendrobium och familjen orkidéer. Inga underarter finns listade i Catalogue of Life.